# Simulium gallinum
Simulium gallinum es una especie de insecto del género Simulium, familia Simuliidae, orden Diptera.
Fue descrita científicamente por Edwards, 1932.